# Вольно-Веселий
Вольно-Веселий (рос. Вольно-Весёлый) — хутір Гіагінського району Адигеї Росії. Входить до складу Дондуківського сільського поселення.
Населення — 74 особи (2015 рік).